# Joseph Saturnin de Peytes
Joseph Saturnin de Peytes, écuyer, seigneur de Montcabrier, né à Toulouse le 9 août 1741 et mort au château de Beaucru, à Roquettes le 20 septembre 1819 est un contre-amiral français.

## Vie familiale
Joseph Saturnin de Peytes, écuyer, seigneur de Montcabrier (également nommé Joseph Saturnin de Peytes de Montcabrier) est né à Toulouse le 9 août 1741 et mort à Toulouse le 20 septembre 1819. Il épouse à Toulouse le 23 avril 1765, Marie Joséphe Tannique de Saint-Lanne, fille de Jean Tannique de Saint-Lanne et de Françoise du Perron, dont il a une descendance importante,,.
Il meurt le 20 septembre 1819 au château de Beaucru, appartenant à son gendre, le comte de Lacary. Il est inhumé à Roquettes (Haute-Garonne). Sur la pierre tombale, il est écrit :
Ci git

Messire Saturnin Joseph

Comte de PEYTES MONCABRIER

Contre amiral Commandeur

de l'ordre royal et militaire

de St Louis

chevalier de Cincinatus

né le 9 août 1741

Il consacre cinquante années

de sa noble carrière au service

du roi et de la patrie

Il la termina chrétiennement

le 20 septembre 1819

emportant dans son tombeau

les regrets de son roi de son

auguste famille

et ceux de ses nombreux enfants

petits enfants et amis

cœurs inconsolables de sa perte

RIP

## Carrière dans la marine
Il a été élève de l'école de Sorèze entre 1750 et 1755. Entré à 15 ans dans les Gardes de la marine, il combat durant la guerre de Sept Ans à bord du Vaillant dans le détroit de Gibraltar et se distingue particulièrement en juin 1759 lorsque la Royal Navy canonne l'anse de Sablettes (Toulon). Nommé enseigne des vaisseaux du roi en 1765, il est lieutenant et chevalier de
l'ordre royal et militaire de Saint-Louis en 1777.
Il fait la campagne d'Amérique sous l'amiral de Grasse, il fait partie de la division employée à la prise de Saint-Christophe, à bord du Triomphant, les 9 et 12 octobre 1782 ; son commandant ayant été tué au début de la seconde action, il reçoit du marquis de Vaudreuil le commandement provisoire du navire, commandement qui lui fut confirmé par le roi en raison de sa conduite dans cette affaire. Il y reçoit une troisième blessure et le grade de capitaine de vaisseau,.
Il est membre de la Société des Cincinnati de France.
Il est chargé en 1789 de protéger le commerce français près du banc de Terre-Neuve puis en 1790 au commandement de la station de Saint-Domingue, il rentre en France l'année suivante.
Destitué comme noble en 1791 et ses biens mis sous séquestre, il demeure en France malgré les dangers qu'il y court, ne pouvant se résoudre à porter les armes contre son pays ; incarcéré sous la Terreur, il subit une longue détention de plusieurs mois, puis est élu en 1799 conseiller général de la Haute-Garonne.

## Invention du vigigraphe
En 1798, alors qu'il est « chef du mouvement des ports », il invente avec Laval le « télégraphe marin » ou « vigigraphe »,, le terme de « vigigraphe » étant fait de « vigie » (sentinelle) et du grec «  γραφειν » (écrire). Claude Chappe avait inventé le télégraphe en 1791. Cet appareil ne donnait que 196 signaux, ce qui était insuffisant pour les besoins de la marine. Le vigigraphe permet un million de signaux. L'intérêt réside également dans le fait qu'il peut être installé en 24 heures, des essais sont d'abord réalisés à Rochefort sur une distance de 525 kilomètres,, puis entre Paris (du haut de la tour de l'église Saint-Roch) et Le Havre,. La présentation de cette invention provoque des frictions avec Claude Chappe, également affecté par les inventions des systèmes concurrents. Claude Chappe se suicide en 1805. Mais en 1810, Laval et Joseph Saturnin de Peytes de Montcabrier font partie des auteurs du rapport officiel faisant l'éloge de l'invention de Chappe.

## Descendance
- Joseph Saturnin de Peytes épouse Marie Joséphe Tannique de Saint-Lanne
  - François Henri, comte de Peytes de Montcabrier (1766-1833), contre-amiral
    - Jean Éloi Fortuné, vicomte de Peytes de Montcabrier[a 2] (vers 1776-1818), épouse à Puylaurens en l'An IX Lucie Alexandrine Dominique de Bedos de Campan.
      - Marguerite Louis Gustave de Peytes de Montcabrier[a 3] (1810-1867) épouse en 1840 Alexandrine Jeanne Louise de Possac-Génas.
        - Albert Pierre Alexandre, comte de Peytes de Montcabrier[a 3] (1844-1932) épouse en 1872 Laurence de Belloc de Champorant.
          - Gustave de Peytes de Montcabrier (1878-1958), contre-amiral.

      - Louise Théonie de Peytes de Montcabrier[a 3] (1814-1891), épouse à Puylaurens en 1832 à Henri Gustave, baron de Beauquesne (1807-1889).
        - Antoine Alexandre Henri de Beauquesne[a 3], (1833-1909) épouse en 1866 à Marie Clémence Cécile Claire de Biarre.
          - Louise Henriette Claire Marie Marie de Beauquesne épouse François de Villeméjane, général de division

        - Antoinette Marie Rose Gabrielle de Beauquesne[a 3] épouse Henry Antoine Mimerel (1823-1912).
          - Germaine Mimerel[a 3] épouse Léon Grégoire, général de division.

## Distinctions

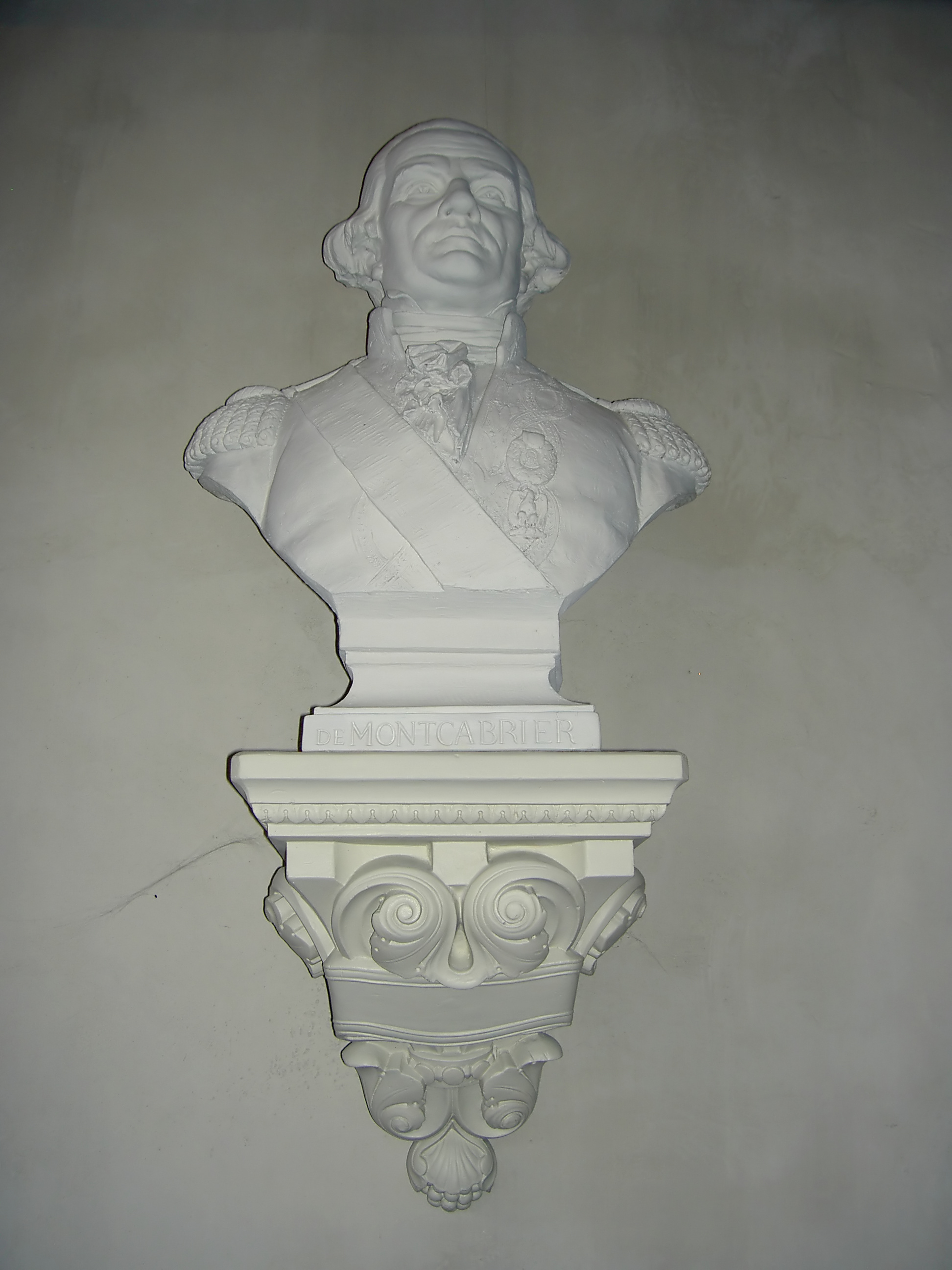
Buste de Saturnin de Peytes de Montcabrier, à l’École militaire de Sorèze

Sous la restauration, il reçoit de Louis XVIII le grade et la pension de retraite de contre-amiral avec la grand-croix de l'ordre royal et militaire de Saint-Louis et le titre de comte par ordonnance du 15 octobre 1814. Il est chevalier de l'ordre de Cincinnatus (General Society of the Cincinnati),.
Le 22 mai 1899, lors des fêtes de Pentecôte, l’École militaire de Sorèze lui rend hommage et inaugure son buste.

## Pour approfondir

#### Ouvrages
- Jules Vilain, La France moderne - Haute-Garonne et Ariège réimpression 1982 de l'édition 1911-1913.

1. 1 2 3 4  p. 64.
2. ↑  p. 65.
3. 1 2 3 4 5 6  p. 66.

#### Autres sources
1. ↑  Edmond Cabié, Notes historiques sur Montcabrier, dans Revue historique, scientifique et littéraire du département du Tarn, 1883, 4e volume, p. 293-297 (lire en ligne)
2. 1 2  Étienne-Léon de Lamothe-Langon, Alexandre Du Mège, J. Théod Laurent-Goss, TBiographie Toulousaine, ou Dictionnaire historique des personnages qui ... se sont rendus célèbres dans la ville de Toulouse, ou qui ont contribué à son illustration, Volume 2, p. 160, Michaud, 1823, [lire en ligne].
3. 1 2  Albert Révérend (vicomte), Jean Tulard, Titres, anoblissements et pairies de la Restauration, 1814-1830, p. 355, H. Champion, 1974.
4. 1 2 3 4  
« Les anciens soréziens ayant fait carrière militaire », sur le site de l'association sorézienne (École militaire de Sorèze) (consulté le 15 mars 2013).
5. 1 2  Henri-Gabriel Duchesne, Dictionnaire de l'industrie, p. 240, 1800, [lire en ligne]
6. ↑  Étienne Gabriel Peignot, Dictionnaire raisonné de bibliologie, contenant l'explication des principaux termes relatifs a la bibliographie (etc.), p. 308, Renouard, 1804, [lire en ligne]
7. ↑  Lunier, Dictionnaire des sciences et des arts, p. 424, Étienne Gide, 1805, [lire en ligne]
8. ↑  Encyclopédie des jeunes étudiants & des gens du monde ou Dictionnaire raisonné des connaissances humaines des mœurs & des passions, Volume 2, Vigigraphe, p. 454, 1835, [lire en ligne]
9. ↑  Encyclopédie du dix-neuvième siècle : répertoire universel des sciences des lettres et des arts, avec la biographie et de nombreuses gravures. Tome 22, p. 188-189, 1870, [lire en ligne]
10. ↑  Revue encyclopédique: ou Analyse raisonnée des productions les plus remarquables dans la littérature, les sciences et les arts, p. 125, Revue encyclopédique, 1798, [lire en ligne]
11. ↑  Ignace Urbain J. Chappe, Histoire de la télégraphie, p. 477, 1824, [lire en ligne]
12. ↑  La télégraphie aérienne de « A à Z », p. 195.
13. ↑  P. G. Aigueperse, Biographie des grands hommes de l'Auvergne, p. 161, 1834, [lire en ligne]